# Kap van Barendrecht
De Kap van Barendrecht is een landspoortunnel in Barendrecht dat bestaat uit 9 sporen en station Barendrecht. De tunnel ligt op maaiveldniveau met een dakpark en parkeerruimte erbovenop.
Door de tunnel lopen 9 sporen, in volgorde van west naar oost: twee voor de HSL-Zuid, drie goederensporen voor de combinatie Betuweroute en goederenlijn Kijfhoek – IJsselmonde, en vier sporen voor de spoorlijn Rotterdam - Dordrecht, met station Barendrecht. Dit is de enige plek in Nederland waar zowel normale passagierstreinen, goederentreinen en hogesnelheidstreinen in een tunnel bij elkaar komen. 

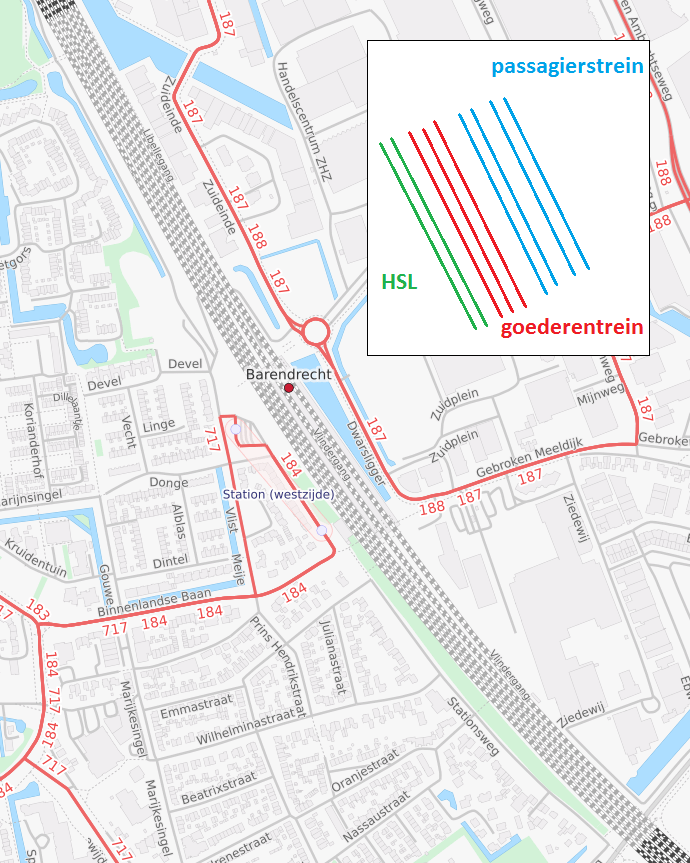
Kaart van tunnel met locatie van verschillende sporen

De tunnel is 1,5 km lang, 60 meter breed en 9 meter hoog. Binnen de kap zijn er vanaf de westkant gerekend tussenmuren na het tweede, derde, vijfde en zevende spoor (laatstgenoemde niet op het station zelf). De kap dient om de visuele en geluidsoverlast voor de omgeving te beperken. Bovendien is er op de kap een dakpark met wandelpaden, en parkeergelegenheid. Over de lengte van het station zijn voor wat betreft de vier sporen van de spoorlijn Rotterdam - Dordrecht de zijwanden deels in glas uitgevoerd.
Er gelden hoge veiligheidseisen omdat treinen via de Betuweroute gevaarlijke stoffen vervoeren. In de tunnel is het spoor van de Betuweroute onderheid en is er een sprinklerinstallatie aangelegd om eventuele brand te kunnen blussen. Ook zijn er kelders die de blusvloeistof kunnen opvangen.